# Opuntia tapona
Opuntia tapona ist eine Pflanzenart in der Gattung der Opuntien (Opuntia) aus der Familie der Kakteengewächse (Cactaceae). Das Artepitheton tapona leitet sich vom spanischen Wort tapön für ‚Stöpsel‘ ab und verweist auf eine eingebildete Ähnlichkeit mit den Früchten der Art.

## Beschreibung
Opuntia tapona wächst strauchig mit mehreren aufsteigenden oder ausladenden Zweigen und erreicht Wuchshöhen von 0,5 bis 1 Meter. Häufig wird ein kurzer dicker und bedornter Stamm ausgebildet. Die hellgrünen, etwas glauken, fein aber dicht flaumigen, kreisrunden bis breit verkehrt eiförmigen Triebabschnitte sind 15 bis 30 Zentimeter lang und 6 bis 18 Zentimeter breit. Die rötlich braunen Areolen stehen weit voneinander entfernt und tragen rötliche bis zu 4 Millimeter lange Glochiden. Die ein bis vier dünnen, zurückgebogenen Dornen sind hellgrau bis rötlich und 1 bis 5 Zentimeter lang.
Die hell orangegelben Blüten erreichen Durchmesser von 4 bis 6 Zentimeter. Die roten fleischigen Früchte sind 3,5 bis 5 Zentimeter lang und weisen Durchmesser von 2 bis 4 Zentimeter auf.

## Verbreitung und Systematik
Opuntia tapona ist im mexikanischen Bundesstaat Baja California Sur verbreitet.
Die Erstbeschreibung durch John Merle Coulter wurde 1896 veröffentlicht.

## Nachweise